# 지역대표의회
지역대표의회(地域代表議會, 인도네시아어: Dewan Perwakilan Daerah, 영어: Regional Representative Council)는 양원제인 국민협의회의 상급 의회이다. 각 주당 4명의 상원의원이 선출되어 136명의 상원의원으로 구성되어 있다. 임기는 5년이다. 지역대표의회는 인민대표의회와는 다르게 인도네시아 대통령을 수반으로 하는 인도네시아 행정부에 각종 동의를 하는 기관이다. 하원이 세금과 경제에 대한 권한과 국민을 대표하는 기관인 반면 상원은 인도네시아의 주를 대표한다.

## 같이 보기
- 인도네시아 공화국 정부
  - 입법부
    - 국민협의회
      - 지역대표의회(地域代表議會)
      - 인민대표의회(人民代表議會)

  - 행정부
    - 내각
    - 대통령

  - 사법부
    - 대법원(大法院)
    - 헌법재판소(헌법재판소)
    - 사법위원회(司法委員會)